# Alexander Hernandez
Alexander Hernandez (St. Louis, 1 de outubro de 1992) é um lutador estadunidense de artes marciais mistas. Foi o Campeão Peso-Leve do Hero FC e, atualmente, luta na divisão peso-leve do UFC.

## Começo nos esportes
Hernandez começou a lutar wrestling aos 13 anos. A tendência natural o levou a ficar interessado em outras artes marciais quando entrou na faculdade. Ele diz que sempre treinou e estudou MMA por paixão, não por necessidade, e isso o fez ser muito mais dinâmico do que os outros. Hernandez é graduado pela Universidade do Texas em San Antonio (UTSA), com bacharelado em Administração de Empresas.

## Carreira no MMA

### Começo da carreira
Hernandez fez sua estreia profissional no MMA em outubro de 2012, em seu país nativo, os Estados Unidos. Durante onze meses seguintes, ele acumulou um cartel de 3 vitórias e 1 derrota.
Ao passar quase um ano sem lutar, Hernandez retornou e lutou no Hero FC: Best of the Best 3, em 12 de setembro de 2014, nocauteando Martin Walker ainda no primeiro round.
Em setembro de 2015, Hernandez lutou pelo Cinturão Peso-Leve do Hero FC, contra Rodrigo Sotelo Jr. Ele finalizou Sotelo ainda no primeiro round e tornou-se o campeão da organização.

### Ultimate Fighting Championship
Em Fevereiro de 2018, o UFC anunciou que havia assinado um contrato com Hernandez.
Hernandez chegou ao UFC com cartel de 8-1, sendo três vitórias por nocaute, duas delas no primeiro round.
Hernandez fez sua estreia no UFC contra Beneil Dariush, em 3 de março de 2018, no UFC 222, na T-Mobile Arena, em Las Vegas. O jovem lutador de 25 anos pegou a luta com Dariush há uma semana do duelo, e precisou de apenas 42 segundos para nocautear o iraniano no peso-leve (até 70kg). O americano - que tinha luta agendada no evento Fury 23, no Texas, no dia 4 de março, quando recebeu o chamado do Ultimate - ficou com nove vitórias e uma derrota na carreira. Hernandez, desde o primeiro segundo de luta, mostrou que estava disposto a encerrar o duelo o quanto antes. Ele foi para dentro de Dariush e manteve a trocação franca, num ritmo muito mais forte que o adversário. Quando o iraniano tentava acalmar a velocidade da luta, a mão esquerda de Hernandez entrou firme num cruzado e levou o adversário à lona. Com esta vitória, Hernandez ganhou um dos prêmios de Performance da Noite.

## Campeonatos e realizações
- Ultimate Fighting Championship
  - Performance da Noite (Uma vez) vs. Beneil Dariush
  - Luta da Noite (Uma Vez) vs. Donald Cerrone
- Hero Fighting Championship
  - Campeão Peso-Leve do Hero FC (Uma vez)
- Wrestling
  - Campeão Estadual
  - Campeão Nacional

## Cartel no MMA
| Cartel no MMA   |             |            |
| 18 lutas        | 13 vitórias | 5 derrotas |
| Por nocaute     | 6           | 2          |
| Por finalização | 2           | 1          |
| Por decisão     | 5           | 2          |

| Res.    | Cartel | Oponente              | Método                                    | Evento                                   | Data       | Round | Tempo | Local                 | Notas                                   |
| ------- | ------ | --------------------- | ----------------------------------------- | ---------------------------------------- | ---------- | ----- | ----- | --------------------- | --------------------------------------- |
| Vitória | 14-5   | Jim Miller            | Decisão (unânime)                         | UFC Fight Night: Andrade vs. Blanchfield | 18/02/2023 | 3     | 5:00  | Las Vegas, Nevada     |                                         |
| Derrota | 13-5   | Renato Moicano        | Finalização (mata leão)                   | UFC 271: Adesanya vs. Whittaker 2        | 12/02/2022 | 2     | 1:23  | Houston, Texas        |                                         |
| Vitória | 13-4   | Mike Breeden          | Nocaute (soco)                            | UFC Fight Night: Santos vs. Walker       | 02/09/2021 | 1     | 1:20  | Las Vegas, Nevada     |                                         |
| Derrota | 12-4   | Thiago Moisés         | Decisão (unânime)                         | UFC Fight Night: Rozenstruik vs. Gane    | 27/02/2021 | 3     | 5:00  | Las Vegas, Nevada     |                                         |
| Vitória | 12-3   | Chris Gruetzemacher   | Nocaute (socos)                           | UFC Fight Night: Hall vs. Silva          | 31/10/2020 | 1     | 1:46  | Las Vegas, Nevada     | Performance da Noite.                   |
| Derrota | 11-3   | Drew Dober            | Nocaute Técnico (socos)                   | UFC Fight Night: Smith vs. Teixeira      | 13/05/2020 | 2     | 4:25  | Jacksonville, Flórida |                                         |
| Vitória | 11-2   | Francisco Trinaldo    | Decisão (unânime)                         | UFC on ESPN: dos Anjos vs. Edwards       | 20/07/2019 | 3     | 5:00  | San Antonio, Texas    |                                         |
| Derrota | 10-2   | Donald Cerrone        | Nocaute Técnico (chute na cabeça e socos) | UFC Fight Night: Cejudo vs. Dillashaw    | 19/01/2019 | 2     | 3:43  | Brooklyn, Nova Iorque | Luta da Noite.                          |
| Vitória | 10-1   | Olivier Aubin-Mercier | Decisão (unânime)                         | UFC on Fox: Alvarez vs. Poirier II       | 28/07/2018 | 3     | 5:00  | Calgary, Alberta      |                                         |
| Vitória | 9-1    | Beneil Dariush        | Nocaute (soco)                            | UFC 222: Cyborg vs. Kunitskaya           | 03/03/2018 | 1     | 0:42  | Las Vegas, Nevada     | Estreia no UFC; Performance da Noite.   |
| Vitória | 8-1    | Derrick Adkins        | Nocaute Técnico (socos)                   | LFA 27 - Watley vs. Wilson               | 10/11/2017 | 3     | 1:53  | Shawnee, Oklahoma     | Peso-casado (160 lbs).                  |
| Vitória | 7-1    | Chris Pecero          | Finalização (mata leão)                   | RFA 41 - Clark vs. Giles                 | 29/07/2016 | 1     | 1:27  | San Antonio, Texas    |                                         |
| Vitória | 6-1    | Rodrigo Sotelo        | Finalização                               | Hero FC - Best of the Best 6             | 26/09/2015 | 1     | 4:44  | El Paso, Texas        | Ganhou o Cinturão Peso-Leve do Hero FC. |
| Vitória | 5-1    | Jacob Capelli         | Decisão (unânime)                         | Hero FC - Best of the Best 4             | 17/01/2015 | 3     | 3:00  | Brownsville, Texas    |                                         |
| Vitória | 4-1    | Martin Walker         | Nocaute Técnico (socos)                   | Hero FC - Best of the Best 3             | 12/09/2014 | 1     | 2:59  | Brownsville, Texas    | Estreia no peso-leve.                   |
| Vitória | 3-1    | Joel Scott            | Decisão (unânime)                         | Hero FC - Texas Pride                    | 28/09/2013 | 3     | 3:00  | Beaumont, Texas       |                                         |
| Derrota | 2-1    | Jamall Emmers         | Decisão (dividida)                        | Hero FC - Pride of the Valley 2          | 21/06/2013 | 3     | 5:00  | Pharr, Texas          |                                         |
| Vitória | 2-0    | David Salazar         | Nocaute Técnico (socos)                   | EODV - El Orgullo del Valle              | 16/03/2013 | 1     | 0:34  | Pharr, Texas          |                                         |
| Vitória | 1-0    | Dimitre Ivy           | Decisão (unânime)                         | KP - Kickass Productions                 | 20/10/2012 | 3     | 3:00  | Seguin, Texas         | Estreia no MMA.                         |

## Cartel no MMA amador
| Cartel no MMA   |            |           |
| 3 lutas         | 3 vitórias | 0 derrota |
| Por finalização | 1          | 0         |
| Por decisão     | 2          | 0         |

| Res.    | Cartel | Oponente        | Método                  | Evento                             | Data       | Round | Tempo | Local              | Notas |
| ------- | ------ | --------------- | ----------------------- | ---------------------------------- | ---------- | ----- | ----- | ------------------ | ----- |
| Vitória | 3–0    | Tyler Keen      | Decisão (unânime)       | PCG - Cowboys Extreme Cagefighting | 04/08/2012 | 3     | 3:00  | San Antonio, Texas |       |
| Vitória | 2–0    | Jackson Hawkins | Finalização (mata-leão) | KP - Kickass Productions           | 05/05/2012 | 2     | 2:02  | Seguin, Texas      |       |
| Vitória | 1–0    | Jose Ceja       | Decisão (unânime)       | ABG - Promotions                   | 06/04/2012 | 3     | 3:00  | San Antonio, Texas |       |